# Приморская Хорватия
Княжество Далмации и Либурнии («Приморская Хорватия»)— средневековое южнославянское княжество. Упомянуто Константином Багрянородным в трактате «Об управлении империей», в частности там сказано, что первым его правителем был князь Порга в VII веке. Правитель государства со времён Трпимира I носил титул «dux Croatorum» (князь Хорватии). Термин «Приморская Хорватия» введён в историческую науку историками XIX века.

## Границы
Одновременно с Приморской Хорватией в VII веке на Балканах существовал ряд других небольших славянских княжеств. Приморская Хорватия, тем не менее, напрямую граничила только с Паганией. Граница между ними никогда не менялась, ей служила река Цетина, юго-восточный рубеж Приморской Хорватии. Также чётко установленная граница существовала у княжества с Византийской империей, которая контролировала важные приморские далматинские города, такие как Задар, и западную часть Истрии. Северной границей Приморской Хорватии служила Сава.

## Ранняя история
По своему местоположению хорватские земли находились между четырьмя основными политическими силами: Византией, стремившейся управлять городами в Далмации и островами на юго-востоке; Франкским государством — на севере и северо-западе; аварами, которых затем сменили венгры — на северо-востоке и многочисленными союзами древних славян, сербами и болгарами — на востоке.
О ранней истории Приморской Хорватии известно крайне мало. Благодаря трактату «Об управлении империей» известно о князе Порга VII века, но затем вплоть до времени Карла Великого в исторических источниках отсутствуют упоминания о хорватах. Первый из известных хорватских князей носил имя Вишеслав, правил во второй половине VIII века и умер в 802 году. Во время его правления в 799 году хорваты отразили нашествие армии франков, разбив их около современной Риеки и убив Эрика Фриульского, маркграфа Карла Великого, но к концу жизни Вишеслава подписали мирный договор с франками, признав себя вассалом Франкского государства.
Вторжение франков в византийские далматинские города спровоцировало франко-византийскую войну. По мирным соглашениям между Франкским государством и Византийской империей (Договор в Аахене в 812 году и позднейшим) Приморская Хорватия была объявлена вассалом Франкской империи, земли западнее её принадлежали франкам, земли восточнее находились под влиянием Византии. Эта политическая граница между Западом и Востоком была использована и Константином Багрянородным, который называл народ в Приморской Хорватии хорватами, а народ живущий восточнее Цетины — сербами. После смерти Карла Великого хорваты перешли под сюзеренитет сына Карла Великого, итальянского короля Лотаря I.
В течение 50 лет (785—835) Приморская Хорватия управлялась князьями из династии Вишеслава. Первыми из них был сын Вишеслава Борна и его внук Владислав, который был избран «парламентом» в 821 году и затем его статус был подтверждён императором франков.
Главной политической целью этого периода было добиться перехода под контроль Хорватии богатых далматинских прибрежных городов, принадлежавших Византии. Цель не была достигнута, политика изменилась при князе Миславе (835—845), который установил дружеские отношения с византийскими городами, пытаясь завоевать их расположение дарами. Мислав создал к 839 году мощный флот и подписал после короткой войны с Венецией договор с дожем Пьетро Традонико. Венецианцы включились в борьбу с независимыми паганскими пиратами, однако были не в состоянии их победить.
После смерти Мислава князем стал Трпимир I, открывший новую страницу хорватской истории.

## Первые Трпимировичи
Трпимир I стал князем Приморской Хорватии в 845 году. Он правил с благословения императора Запада Лотаря I, которому принёс вассальную присягу. В первые 5 лет правления Трпимир вновь безуспешно пытался отнять у Византии далматинские города. После того как болгарский царь Борис I объявил войну Франкскому государству Приморская Хорватия выступила на стороне франков и разбила в 854 году болгарскую армию на территории современной Боснии. Трпимир вел политику по укреплению Далмации и расширении своих земель. Он завоевал часть Боснии до реки Дрины, а также большинство земель, лежащих в направлении Паннонии, используя наместничества для управления землями (идея наместников была позаимствована у франкских маркграфов). Первое упоминание названия «Хорватия» относят к 4 марта 852 года, когда в Статуте князя Трпимира территория, которой он управлял, была названа Хорватией.
В правление Трпимира Приморская Хорватия постепенно освободилась от вассалитета, в документах Трпимир именовался «С Божьей помощью князь Хорватии» (лат. Iuvatus munere divino dux Croatorum).
После смерти Трпимира произошёл первый в хорватской истории государственный переворот. Князь Домагой из Пагании разбил сыновей Трпимира и сам взошёл на хорватский княжеский трон. Своё правление он начал с кровавой расправы над оппонентами и пиратскими атаками на флот Венецианской республики. Папа римский Иоанн VIII в своих письмах называл Домагоя «Славный князь славян» (лат. Gloriosus dux Sclavorum) и призывал остановить убийства и пиратские рейды. После смерти Домагоя Венецианская республика называла его «Худший князь славян» (лат. Pessimus dux Sclavorum).
Князь Здеслав, который был наследником Трпимира и сверг сына Домагоя, правил очень мало, и его правление отмечено лишь очередными завоеваниями Византии в Далмации. После короткой гражданской войны среди трёх претендентов, в 879 году на престол с европейской помощью взошёл племянник Домагоя Бранимир. Через несколько месяцев после победы Бранимира 7 июня 879 года папа Иоанн VIII направил ему послание с благословением и признанием в качестве правителя независимого княжества. В послании Бранимир именуется «князь хорватов» (dux Chroatorum).
Большое внимание Бранимир уделил религиозному вопросу. Он противодействовал церковному влиянию древней сплитской архиепархии, которая находилась под контролем Византии. В противовес ей Бранимир, с согласия папы римского, основал епископство в Нине, которое полностью подчинялось ему. Бранимир, чьё имя переводится как «защитник мира», правил в условиях мира. Он умер в 892 году, после чего Мунцимир, третий сын Трпимира I без противодействия стал новым князем Приморской Хорватии.

## От княжества к королевству
13 лет мира во время бурного окончания IX века на Балканах превратили Приморскую Хорватию в относительно сильное государство, так что когда вскоре после воцарения Мунцимира он был атакован проболгарским князем Сербии Первославом, у Хорватии хватило сил чтобы разбить противника и содействовать восхождению на сербский трон провизантийского правителя Петара Гойниковича. Он правил Сербией до 917 года, и это обеспечило безопасность восточной хорватской границы в период Византийско-болгарских войн. По призыву римского папы Мунцимир прекратил поддержку нинского епископа и вновь стал поддерживать сплитскую архиепархию. Традиционно считается, что Мунцимир правил до 910 года, когда венгры завоевали Паннонскую Хорватию, а граница между двумя государствами стала проходить по Саве.
Считается, что в 910 году князем Приморской Хорватии стал Томислав I из династии Трпимировичей. В отличие от чётко установленной родственной связи между Трпимиром I и Мунцимиром (отец и сын) характер родства между Мунцимиром и Томиславом I однозначно не установлен, но предполагается, что Томислав был сыном Мунцимира.
Между 914 и 920 годами (точная дата неизвестна) Томислав I разбил венгерскую армию под Жольтом и объединил Приморскую Хорватию и Паннонскую Хорватию в одно государство. Впервые было образовано единое хорватское государство, граница которого с Венгрией проходила по Драве (там где она проходит и сейчас).
Резко усилившееся хорватское государство стало весьма желанным союзником для Византии в продолжавшихся византийско-болгарских войнах. Союзный договор с Константинополем привёл к осуществлению давней цели — византийский император передал под контроль Томислава торговые города Далмации в 923 году. Не пришлось долго ждать и болгарского ответа, в 927 году болгарская армия атаковала Хорватию. Поводом для нападения послужило то, что Томислав I принял под руку сербов, которых Симеон Великий выслал из Рашки. В большом сражении, которое получило имя битва на боснийских холмах, болгары были полностью разгромлены. Томислав I умер в следующем году, при его наследниках в последующие десятилетия мощь хорватского государства существенно ослабла.

## Королевство
Традиционно считается, что Томислав I был первым королём Хорватии. В дипломатическом письме от 925 года папа Иоанн X называет Томислава королём Хорватии, хотя с другой стороны к нему чаще применялся титул принцепс. Достоверно почти ничего не известно о коронации первого короля Хорватии, но королевский титул не оспаривался, так как в IX веке за папой признавалось право даровать правителям королевский титул. Первым королём, о котором существуют современные ему источники, описывающие коронацию, стал Степан Држислав, получивший корону от византийского императора Василия II и коронация которого состоялась в 988 году в Биограде-на-Мору.